# Gyrtona cristipennis
Gyrtona cristipennis är en fjärilsart som beskrevs av George Francis Hampson 1902. Gyrtona cristipennis ingår i släktet Gyrtona och familjen nattflyn. Inga underarter finns listade i Catalogue of Life.